# 钱颖一
钱颖一（1956年4月—），祖籍浙江，出生于北京，中国经济学家，前清华大学经济管理学院院长。现任西湖大学校董会主席。

## 生平
钱于清华大学数学专业本科（1978年－1981年）毕业，然后到美国留学，1982年获哥伦比亚大学统计学硕士学位，1984年获耶鲁大学运筹学/管理科学硕士学位，1990年获哈佛大学经济学博士学位。
钱从1990年起在美国斯坦福大学经济系担任助理教授，1999年转到马里兰大學经济系担任教授，从2001年到现在担任柏克萊加州大学经济系教授。2006年，钱颖一由朱镕基钦点任经管学院院长，2006年10月至2018年8月担任清华大学经济管理学院院长。
2018年4月16日，西湖大学召开创校校董会第一次会议，钱颖一当选校董会主席。
钱于1985年与他人共同发起成立「中国留美经济学会」。
钱现时亦是中国工商銀行的独立非执行董事。2012年3月15日起担任中国人民银行货币政策委员会委员。

## 著作
钱主要专注于比较经济学、制度经济学、转轨经济学、中国经济等，著有《转轨经济中的公司治理结构》、《走出误区：经济学家论說硅谷模式》、《现代经济学与中国经济改革》等书（部分是与他人共同主編）。2018年1月，当选第十三届全国政协委员。

## 语录
“三十年前，我有幸成为‘文革’后恢复高考时清华大学首届（1977级）本科生。清华使我有机会在八十年代初就出国留学。清华传授给我的知识，为我日后的发展打下了坚实的根基。在清华结识的同学们，是我一生中的良师益友。”
「再过十年、二十年回过头来看一看，会发现生在中国这样的时代、生在这样的时期是非常幸运的、非常有趣的。」